# Sigue Sigue Sputnik (organización criminal)
Sigue Sigue Sputnik es una organización criminal filipina, siendo una de las pandillas más grandes y conocidas cuya influencia y territorio se extendía por los barrios marginales de Tondo, Manila. También son una de las bandas presentes en las principales penitenciarías de Manila, incluidas la Cárcel de la ciudad de Manila y la Prisión de New Bilibid.

## Orígenes
La alta pobreza llevó a muchos en Tondo, Manila a unirse y formar pandillas. Los Sigue Sigue Sputnik pandilla nació en la década de 1960 como parte de dos grupos ramificados de matones  Sigue Sigue  en Tondo, el otro son los Comandos Sigue Sigue, que son el rival más violento del Sputnik. Durante la década, crecieron en número muchos barrios marginales y cárceles de Manila. El investigador Franklin G. Ashburn los describió como "quizás la pandilla del actual conflicto más estructurada y mejor organizada de la cárcel de la ciudad de Manila en ese momento".
El lema de la pandilla era "El que viene a destruirnos, será destruido él mismo", lo cual es una referencia directa a las pandillas Bisayas como el grupo Oxo que los Sputniks sentían que habían "invadido" el Tagalog territorio de Manila. Su nombre se derivó del satélite orbital ruso del mismo nombre debido a sus capacidades de "espionaje" o "saber todo". Los Sputniks se enorgullecen de su conocimiento de lo que sucede tanto dentro como fuera de la cárcel en todo momento, entre amigos, enemigos y la policía. Además, se afirmó que la organización Sputnik no se limita solo al área de Manila, sino que era bien conocida en toda Filipinas. Muchos asesinatos en ambos los barrios marginales y en la cárcel de bandas rivales se atribuyeron a los Sputniks.

## Cultura
Todos los miembros de pleno derecho de la pandilla Sputnik deben someterse a una iniciación en la que deben llevar un "tatak" (tatuaje o marca), considerado una insignia de honor. Había un orgullo entre los Sputniks con respecto al tatak como un significado de "hermano de sangre". El tatak suele estar tatuado en las nalgas de cada miembro y los examinados por el investigador resultaron ser obras de arte. El talento no pasa desapercibido en el confinamiento pues los Sputniks contaban con un miembro designado como artista oficial y gozaba de un alto estatus en el grupo. Los Sigue Sigue Sputniks en confinamiento tienen un elaborado sistema de "kautusan" o "regulaciones" que provienen de la prisión de Muntinlupa y que los miembros deben suscribir mientras están en la cárcel. Estas "regulaciones" son conocidos como los "Diez Mandamientos" de los Sputniks y son los siguientes:
1. No "chillarás".
2. No matarás a tus compañeros.
3. No organizarás otra pandilla.
4. No serás egoísta.
5. No robarás a tus compañeros.
6. No serás dueño de tu propio cuchillo. Si tienes un cuchillo, el líder debe conservarlo.
7. No contarás cuentos de hadas a tus compañeros.
8. Obedece a tu líder.
9. Ama y honra tu tatuaje.
10. Tenga cuidado.
No hay un castigo establecido para ningún delito hasta que el caso haya sido juzgado ante un consejo de ancianos y jueces. Una excepción a esta regla son los casos de "chillidos" donde el castigo es despiadado. Aunque las definiciones de roles de los miembros individuales del Sputnik eran difusas, incluso para los líderes, había un rol principal que todos debían desempeñar. Cada miembro debe en todo momento "ser amistoso" con todos los demás miembros de la pandilla, una especie de práctica forzada de "pakikisama". Cada uno debe ayudar a su compañero cuando se lo pidan, independientemente de la situación o las circunstancias.

## Guerra contra las drogas en Filipinas
La pandilla Sigue Sigue Sputnik se convirtió en una de las pandillas callejeras más involucradas durante la Guerra contra las drogas en Filipinas. La pandilla llevó a cabo varios casos de violencia durante la guerra. El 4 de enero de 2017, un miembro de Sputnik llamado Randy Lizardo disparó y mató al policía Enrico Domingo en Tondo. Domingo, junto con otros oficiales de la PNP, estaban realizando una operación de arresto y compra dentro de la casa de Lizardo. Cuando los agentes de la ley estallaron, la pandilla los sorprendió saliendo de las cortinas con pistolas. Domingo recibió un impacto en la cabeza y murió instantáneamente, mientras que otro oficial llamado Harley Gacera, resultó herido en el hombro. Lizardo y la pandilla lograron escapar, pero luego sería capturado cuando intentaba huir de la ciudad nueve días después.
El 27 de julio del 2020 el gran líder de una pandilla, Rolando Loyola, fue capturado durante la Operación Pagtugis dirigida por la División de Inteligencia Regional, NCRPO; Comisaría de Policía MPD 4 en Sampaloc, Manila. Loyola era un conocido líder de un grupo de robos a mano armada. La pandilla Sputnik también fue uno de los principales combatientes durante los disturbios en la prisión de New Bilibid de 2020, uno de los disturbios en prisiones más grandes de las Filipinas contemporáneas. Aunque las razones variaron según la causa del motín (las investigaciones dicen que comenzó cuando un miembro de la pandilla Sputnik fue asesinado o decapitado, o uno de sus miembros LGBT fue insultado).
No obstante, la pandilla tomó represalias contra una alianza de Sigue Sigue Commando y Abu Sayyaf convictos, quienes creían que eran los responsables. 
Durante la serie de disturbios de dos meses de duración, los pandilleros lucharon con armas cuerpo a cuerpo improvisadas, cuchillos, flechas y, supuestamente, armas de fuego. El motín fue sofocado después de que una fuerza combinada de miembros de Fuerzas especials de la policía nacional y SWAT irrumpieran en la prisión. Trece convictos de ambos bandos fueron asesinados.

## En la cultura popular
- Bahala Na vs. Sputnik fue una película dirigida en 1995 que cuenta la historia de una guerra de pandillas entre la pandilla Bahala Na Gang y los Sputniks. La película está protagonizada por George Estregan Jr. y Chuck Perez.[11]
- Sigue Sigue Sputnik son mencionados en el episodio "The Commandos" del programa "Inside The Gangsters' Code" de Discovery Channel presentado por Louis Ferrante.[12]
- La pandilla también apareció en el episodio "Man Gets Attacked by Gang In The Filipino Slums" de la serie Beyond Human Boundaries de la cadena Wonder.[13]